# スキピオ・アフリカヌス
プブリウス・コルネリウス・スキピオ・アフリカヌス・マイヨル（羅: Publius Cornelius Scipio Africanus Major, 紀元前236年 - 紀元前183年頃）は、共和政ローマの政治家、軍人。プリンケプス・セナトゥスに3回指名された。スキピオ・アフリカヌスと称され、妻の甥に当たるスキピオ・アエミリアヌス（小スキピオ）と区別して大スキピオとも呼ばれる。第二次ポエニ戦争後期に活躍し、カルタゴの将軍ハンニバルをザマの戦いで破り戦争を終結させた。グラックス兄弟の外祖父にあたる。

## 生涯
以降の解説では、他のスキピオ家の人物との混乱を避けるために以下の呼称に統一する。
- 彼本人を「スキピオ」または「スキピオ・アフリカヌス」
- 父プブリウス・コルネリウス・スキピオを「父プブリウス」
- 弟ルキウス・コルネリウス・スキピオ（スキピオ・アシアティクス）を「弟ルキウス」もしくは「ルキウス」

### 幼少期

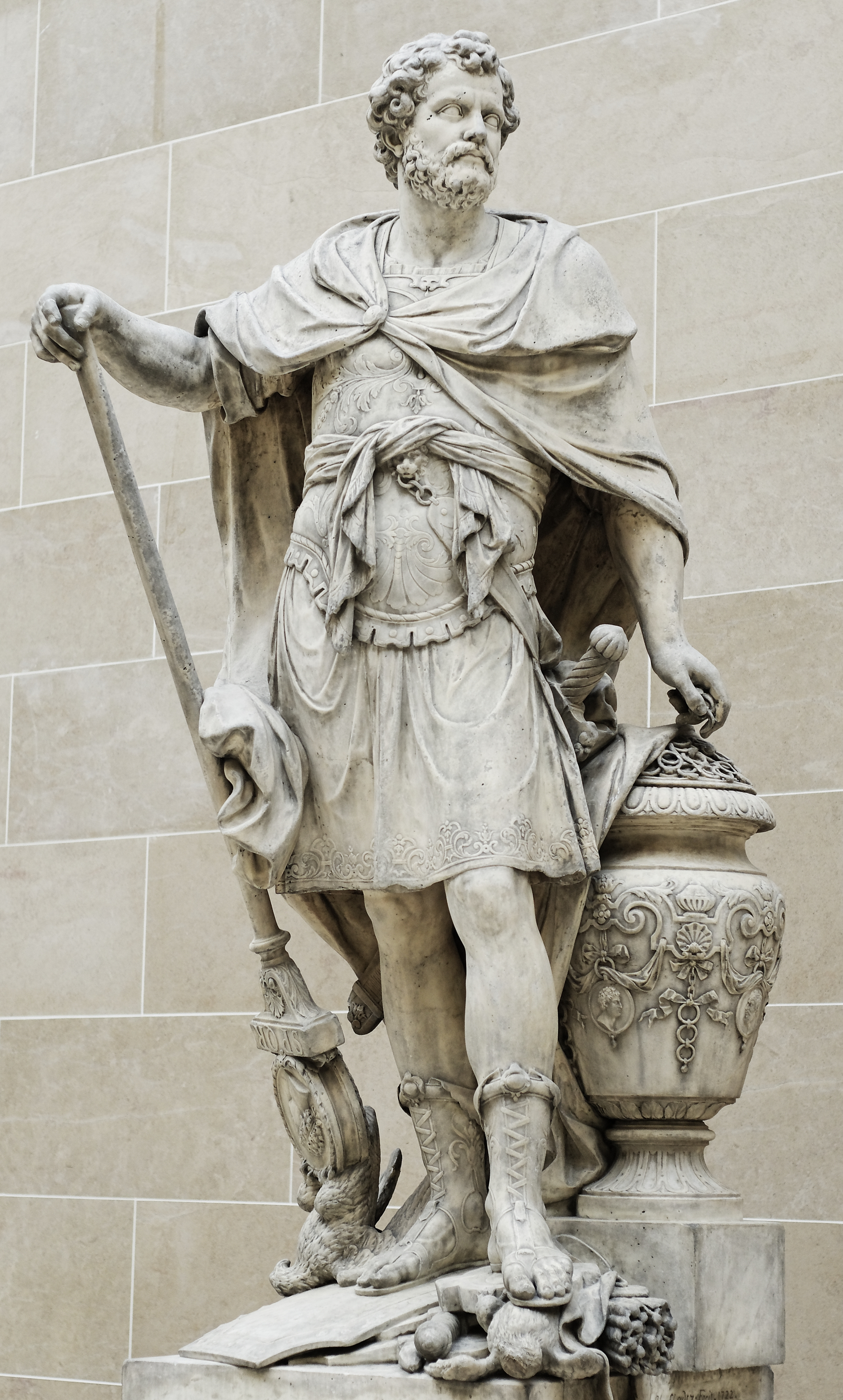
ハンニバル

執政官を輩出した名門パトリキであるコルネリウス氏族のスキピオ家に生まれる。父はプブリウス・コルネリウス・スキピオ、母ポンポニアは社会的に成功したプレブス出身であった。
幼少の頃は敬虔な少年であったらしく、神殿に赴いてはしばしば神々の夢や前兆を目にしたという。また評判のよい彼は早くから公職を経て元老院に入るようにと周囲から勧められており、後に弟ルキウス（後のスキピオ・アシアティクス）と共に24歳で公職を得ることとなる。
それに先立つスキピオ17歳の時に第二次ポエニ戦争が勃発し、多くのローマ人がカルタゴとの戦いに駆り出された。スキピオもローマ軍に参加し、ティキヌス、トレビア、カンナエとローマ軍が敗北を重ねたいくつかの会戦を生き延び、その経験の中でハンニバルの天才的な用兵を目の当たりにした。またこの敗戦ではスキピオの周囲からも多くの戦死者が出ており、ティキヌスの戦いでスキピオは父プブリウスの窮地を救う事ができたが、カンナエの戦いでは妻の父であるルキウス・アエミリウス・パウルスが戦死した。この時、スキピオは残存の騎兵勢力を結集し、劣勢を挽回しようとしていたという。
紀元前212年、前述の通り、周囲の勧めでアエディリス（按察官）の公職を得る。立候補の際、スキピオが法定年齢の30歳未満であった為、護民官が立候補に反対したが、スキピオの人気に押されて異議の申し出を取り下げるという一幕もあった。
紀元前211年、父と伯父グナエウス・コルネリウス・スキピオ・カルウスがバエティス川の戦いで戦死。翌年25歳になったスキピオは巧みな挙措と演説で元老院を説得、特例としてプロコンスル（前執政官）待遇でインペリウムを授けられ、新たに派遣される軍団の指揮官として就任する。アエディリスしか公職を経験していない若者にとって異例の抜擢であった。

### ポエニ戦争期

#### ヒスパニア遠征
当時、エブロ川以西のヒスパニアは完全にカルタゴの支配下にあり、ハンニバルの弟ハスドルバル・バルカとハスドルバル・ギスコとがこれを統治していた。
海路エブロ川流域に上陸したスキピオは、直接カルタゴ・ノウァ（現カルタヘナ）を急襲して占拠し、カルタゴ勢を驚かせる。敵の勢力の中心部を速やかに攻略したスキピオは、カルタゴ・ノウァの財力を元手にヒスパニア現地民を買収し、カルタゴの圧制からの解放者というイメージを演じる。この時、地元の部族から戦勝祝いとして美しい娘を妾にと贈呈されたが、娘に婚約者がいることを知り、両親から送られた金銀を添えて娘を婚約者のもとへ返したという。また小回りの利く短めの剣・グラディウスもここの工房で生産したという。
こうしてスキピオはヒスパニアでの戦争を有利に展開していったが、同時に元老院の戦略上の関心は遠いヒスパニアにではなく、イタリア本土で対峙しているハンニバルにあることも理解していた。本国からの増援は望めず、スキピオはヒスパニアの現地民からなる軍団を編成する。
紀元前209年、ハスドルバル・バルカをバエクラの戦いで破る。しかし、ここで他のカルタゴ勢を警戒したスキピオは慎重な行動に徹し、結果としてハスドルバルは追撃を受けることなく無事に退却してしまう。これが後にハシュドゥルバル率いるカルタゴ軍にローマ領ガリア・トランサルピナへの侵入を許すという結果を招いた
。

#### アフリカ遠征への布石
その後、スキピオはヒスパニアの部族を次々と攻略し、イリッパの戦いでカルタゴの残存勢力をヒスパニアから一掃する。この時点でスキピオは北アフリカへの進攻を模索しており、その戦略の一環として、カルタゴ勢として戦ったヌミディア王国との同盟交渉のため、ローマ側の使節として友人のガイウス・ラエリウスを送った。しかしヌミディア王子シュファクスはスキピオ以外の人物との交渉を拒否、危険を承知しながらもスキピオは海路ヌミディアへ赴く。
交渉の結果、シュファクス及びマシニッサ両王子との同盟が成立したが、シュファクスは後にスキピオを裏切ってカルタゴへ鞍替えしてしまう。他方スキピオとの盟約を守ったマシニッサは故国を追われ、ローマ軍の支援部隊として加わる事となった。
こうして同盟を成功させたスキピオであったが、ヒスパニアへの帰路に反乱が勃発し、鎮圧に手間取る間に勢力を保持していたハスドルバルの西進を許し、ローマ領ガリア・トランサルピナへの進軍を許してしまう。しかしそれ以外の事態は順調に進み、紀元前206年、カディスの攻略を最後にローマのヒスパニア支配を確立し、スキピオはローマに帰還した。

#### 執政官に選出
紀元前205年、市民からの支持を得たスキピオは31歳にして執政官に選ばれた。しかし元老院によってシチリア島以南への渡航は禁じられており、指揮する軍団も与えられていなかった。この時期のポエニ戦争におけるローマはクィントゥス・ファビウス・マクシムスが唱える非攻勢戦術をとっており、ハンニバルの活動地域は南イタリアのカラブリア地方に限定されていた。しかしハンニバルの率いる軍事力は健在であり、スキピオが唱える基本戦略の攻勢への転換は、元老院には到底受け入れられるものではなかった。
そこでスキピオは市民の中から義勇兵を募集し、シチリア島で兵の訓練に日を費やす。彼の呼びかけは全イタリアに届き、とくにカンナエの戦いで生き残った者たちが雪辱のために応募したという。
スキピオは若い頃に経験した敗戦を通じてハンニバルの用兵を目の当たりにしており、機動力に優れた騎兵の活用が鈍重な重装歩兵への攻撃に有効であることを理解していた。またカルタゴ軍の内情、すなわち傭兵に頼っており、騎兵兵力はヌミディア騎兵に頼っているという欠点を見抜いていた。さらにスキピオは自軍ローマの騎兵の質も理解していた。ローマ軍の騎兵戦力は現地の諸部族か上流階級のローマ人かのどちらかであり、諸部族は忠誠心の点で当てにならず、ローマ人騎兵はただ歩兵との違いを誇示したいがために馬に乗っているだけで実戦力として不安だという欠点がある。この状況の中でいかに精強な騎兵を錬成するかという課題があった。
ある逸話によると、スキピオが思いついた解決法のひとつに次のようなものがある。シチリア島の支配階級は古来外部からの支配を好まず（ローマに隷属したのも第一次ポエニ戦争以降のことである）、激しく抵抗していた。スキピオはそのプライドに目をつけ、彼らの中で馬と武具を支給できるものを騎兵に取立ててローマ軍の中に編入し、多数の騎兵を作り上げたという。
元老院はシチリア島を視察してスキピオの兵力が錬成されているのを確認した。そこでスキピオは元老院に北アフリカへの渡航許可を要請したが、元老院の主導権を握るファビウスはこれに反対する。連敗を重ねた苦境の中で陣頭指揮を取っていたファビウスは、ローマの意表に出るハンニバルの用兵を恐れ、攻勢に出ればまたカンナエのようにせっかく養成した兵士を無駄に死なせるのではないかと危惧していた。また以前からスキピオ個人はローマ人にあるまじきギリシア文化への傾倒ぶりを非難されており、まだ年若いこともあってスキピオは元老院の古参議員たちの羨望と嫉妬との対象でもあった。しかしアフリカ遠征の吉凶をキュベレ神に伺ったところ神託が吉と出たこともあり、スキピオは北アフリカへの渡航のみは許された。ただし「ローマ軍の正規の作戦として認めない」という元老院の露骨な態度は明らかで、経済的な支援や援軍は望むべくもなかった。

#### アフリカ遠征

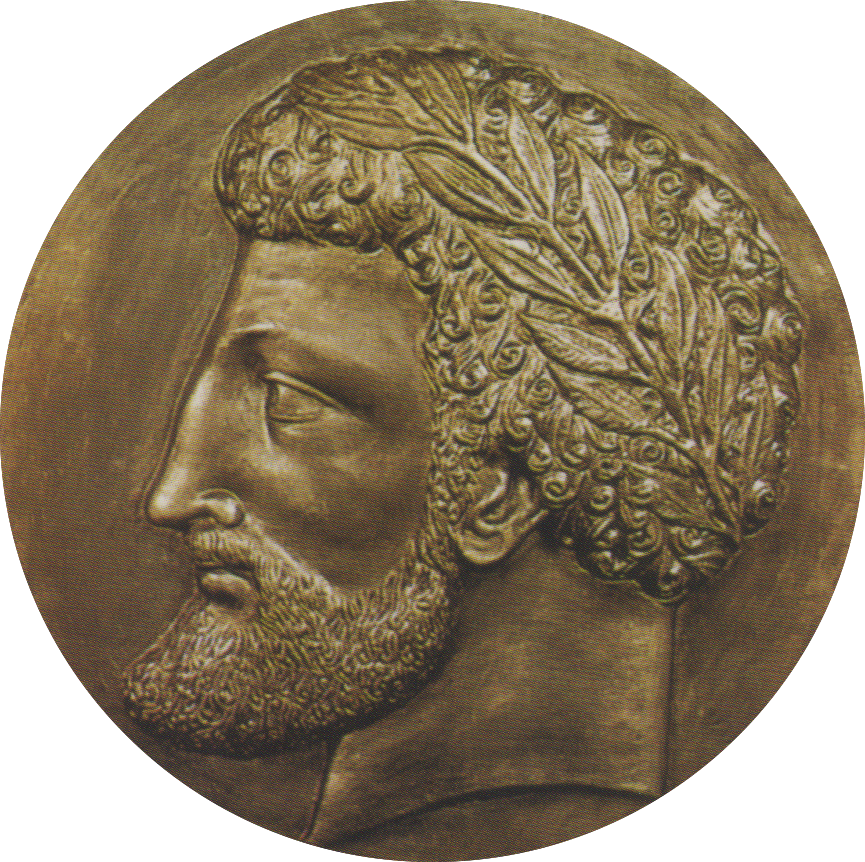
マシニッサ

紀元前204年、元老院からの許可を得たスキピオは北アフリカに渡航、ウティカ近郊に上陸してウティカを包囲するが、親カルタゴ派となったヌミディア王シュファクスの妨害により失敗した。しかし翌年、スキピオはカルタゴ・ヌミディア同盟軍を夜襲で破る。これは不意打ち程度のものとも言われるが、ポリュビオスは同盟軍が4万の死者を出したと記述している。この敗戦で主導権を失ったシュファクスは、戦線を離脱する。
スキピオはラエリウスとマシニッサを遣わしてシュファクスをヌミディアまで猛追し、王位から逐ってマシニッサを新たなヌミディア王位につけた（バグラデス川の戦い、キルタの戦い）。これまでハンニバルを含むカルタゴ軍は騎兵兵力をヌミディア兵士に頼っていたが、ここで一転してヌミディアはローマ陣営に付くこととなり、カルタゴは孤立状態となった。

#### ザマの戦い

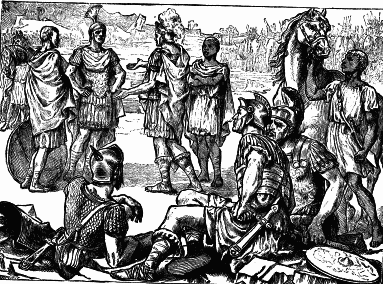
ザマの戦い直前に交渉するスキピオとハンニバル

カルタゴはスキピオの登場によって劣勢に陥り、かつてハンニバルがイタリアで粉砕してきたローマ軍も、ヒスパニアでの戦闘を通じて質の高い軍勢へと変貌を遂げていた。この状況に動揺したカルタゴは外交交渉を試みながら、ハンニバルにカルタゴへの帰還を要請した。ハンニバルは数十年ぶりに母国カルタゴへ戻ることになる。ハンニバルの帰還で強気になったカルタゴはスキピオの提案した和平条件を拒否。外交交渉は頓挫した。
両軍はカルタゴとウティカとの中間地点であるザマで対峙した。両軍の構成は以下の通り。
- ハンニバルの兵力 - 歩兵：58,000人、騎兵：6,000騎
- スキピオの兵力 - 歩兵：34,000人、騎兵：8,700騎

紀元前202年10月9日、互いの軍が対峙する中でスキピオとハンニバルは会見し、交渉による解決を試みている。スキピオはハンニバルの能力を高く評価していたし、ハンニバルもスキピオの才能に一目置いていた。ハンニバルはこれ以上の無益な戦いをやめて休戦交渉に入ることを提案したが、スキピオはハンニバルのサグントゥム包囲がもともとの発端であったと主張、自身の和平条件を後退させることはないとし、交渉は決裂した。結局、両者は自陣へ戻って戦闘に備える。
騎兵で劣るハンニバルは、伝統的な重装歩兵を主体に厚く3列に陣を布き、前面に戦象を押し出す陣形を築いた。これに対してスキピオはマニプルスを主体とする小集団をチェック模様（クインカントゥス隊列）のように布陣、右翼にマシニッサ率いるヌミディア騎兵を配置した。

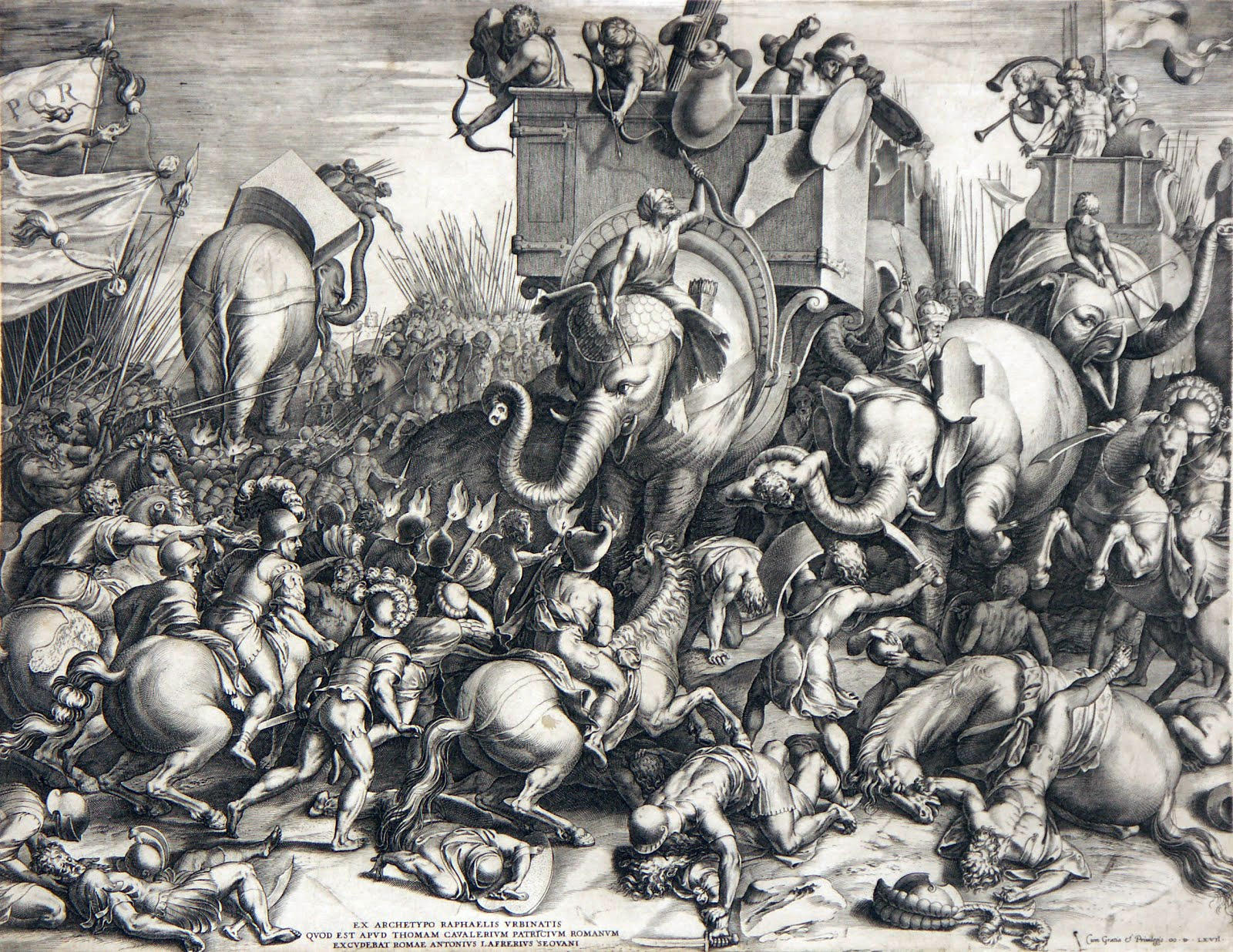
『ザマの戦い』（Cornelis Cort,1567）

戦闘が始まるとまずハンニバルの戦象隊が突撃した。これに対して小集団の機動力を活かしたローマ軍は柔軟な回避行動をとり、重装歩兵の前列に配置してあった軽装歩兵の撹乱攻撃や投げ槍の攻撃によって戦象は隊列を乱して暴走、混乱に陥った。マシニッサのヌミディア騎兵とラエリウス率いるローマ騎兵は、劣勢のため後退するカルタゴ騎兵を追って主戦場から離れ、残された歩兵の前列同士が激突した。歩兵同士の戦闘は熾烈を極めたが、歩兵を指揮していたスキピオは兵の疲弊を抑えるために一旦停止して戦線を横に広げ、まだ攻撃に参加していなかったハンニバルの主力を包囲する形で攻撃した。そこに敵騎兵を蹴散らして戻ってきたヌミディア騎兵とローマ騎兵が、カルタゴ歩兵の死角である後方から襲いかかり、ハンニバルがローマ軍を打ち破ったカンナエの戦いそのままの包囲殲滅が実現し、ハンニバル軍は大敗した。この勝利によってスキピオは事実上第二次ポエニ戦争を終結させたのである。
戦後、スキピオは宿敵カルタゴに寛容な方針で臨んだ。多くのローマ人はスキピオがそのままカルタゴの包囲攻撃に取り掛かると思っていたが、ハンニバルも裁かれることなく休戦が成立した。スキピオのこの戦後処理は、多くの若いローマ人たち（その中には後年スキピオを弾劾するマルクス・ポルキウス・カト・ケンソリウスがいた）の反感を買うことになる。
ギリシア文化を好み開放的な思考の持ち主であったスキピオは、ハンニバルこそ戦後のカルタゴ復興を担う人材であり、彼を許すことはカルタゴの、そしてローマ自身の戦後処理に大いに役に立つと考えていた。しかし幼少時代に故国をハンニバルに蹂躙され、縁者が次々と殺されていく中で育ったカトたちにしてみれば、ハンニバルは同胞ローマ人に斬首、磔刑など残酷な仕打ちを行った人物であり、このような宿敵に対するスキピオの処置は生ぬるいとしか考えられなかった。この溝はスキピオの晩年に政治的な対立として表面化してくる。

### 戦後

#### ローマ帰国後
ローマに戻ったスキピオは熱狂的な歓迎を受け、凱旋式の挙行を許される。そして「アフリカヌス」の尊称を授かり、以降スキピオ・アフリカヌスと名乗った。救国の英雄である彼には、他にも終身執政官、さらに終身独裁官の提案が何度もなされたが、スキピオはそれらを全て断っている。そして紀元前199年にケンソル（監察官）に選ばれたが、その後数年間は静かな隠遁生活を送った。
紀元前193年、敗戦によりローマの同盟国となっているカルタゴとヌミディアとの間で紛争が起き、スキピオはその調停役として北アフリカに赴く。しかし調停は不調に終わった。当時のローマ人はハンニバルを恐れるあまりカルタゴの肩を持つ事を好まなかったことが原因であり、ローマ元老院がカルタゴに圧力をかけたためハンニバルはシリアへ亡命してしまう。すると今度はセレウコス朝のアンティオコス3世のもとに身を寄せるハンニバルがアンティオコス3世をそそのかしてカルタゴに進攻して勢力を盛り返し、イタリアに再び攻め入るのではという不安が頭をもたげ、ローマはセレウコス朝へ宣戦布告した。総指揮は執政官に就任したスキピオの弟ルキウスが取り、スキピオ自身は参謀役として従軍する（シリア戦争）。
スキピオ兄弟はマグネシアの戦いで勝利をおさめ、この戦いでルキウスに「アシアティクス」という尊称が送られ、彼は「スキピオ・アシアティクス」と名乗るようになった。

#### スキピオ弾劾
救国の英雄として、その名声に並ぶ者のなかったスキピオであったが、元老院では彼の政敵カトが着実に主導権を握り始めていた。そして、輝かしかったスキピオの政治キャリアに水を差す出来事が起こる。
セレウコス朝との戦争後にスキピオ兄弟がローマに帰還すると、紀元前187年にルキウスがアンティオコスから不適切な金銭を受領していたという告発を護民官クィントゥス・ペティッリウス・スプリヌスから受ける。これに怒ったスキピオはルキウスから彼の戦費の記録を受け取ると、元老院で破り捨ててしまった。そして「15,000タレントもの賠償金をどうやって得たかに関心を持たず、3,000タレントのみをどうやって得たかを追及するというのはどうしたものか」と告発側に反論、高圧的なやり方が告発自体を恥ずべき事にしたと見なされ、ルキウスへの告発は取り下げられた。しかしスキピオの死後に再びルキウスは告発され断罪されてしまう事になる。この一連の告発は政敵カトが裏で手を引いたものであった。
そして紀元前185年、今度はスキピオ・アフリカヌス自身がアンティオコス3世からの賄賂を受領した嫌疑で告発される。この日はザマの戦勝記念日であり、スキピオは皆で神々へ感謝を捧げようと人々を神殿の参拝に誘い、人々は告発どころかかえってザマの英雄である彼の偉業を讃えたと言う。しかしながら、この日以降は追及の手が厳しくなり、スキピオは窮地に立たされる。そして有罪宣告間近と思われたが、政治的に対立する立場であった護民官のティベリウス・センプロニウス・グラックス・マイヨル（大グラックス）が、救国の英雄である彼をこれ以上追及するのはローマ人として恥ずべき事であると嫌疑追及を取り下げるよう元老院に要請、その擁護もあって結局スキピオは無罪とされた。これ以降彼は政治の舞台を去り、代わりに彼と対立してきたカトが元老院での発言力を強めていく。
なお、スキピオは自らの窮地を救ってくれたグラックスに、5歳の末娘コルネリアが成人した暁に嫁がせる事を約束している。

### 晩年

#### 隠棲の末の死
晩年のスキピオはカンパニア地方のリテルヌム（Liternum）で過ごすようになり、2度とローマには戻らなかった。そして紀元前183年頃に死去したと言われている。奇しくも彼の死と同時期に、最大のライバルであったハンニバルもローマの度重なる追及によって亡命を繰り返した末、カルタゴから遠く離れたビテュニアで自害した。
晩年のスキピオの記録はあまり残っておらず、その死因も不明である。同時代人による彼の死や葬儀についての証言は見受けられない。
また、死に臨んだスキピオは先祖代々の墓に入ることを拒否し、自らの墓石に｢恩知らずの我が祖国よ、お前は我が骨を持つことはないだろう｣と刻ませたと言われている。彼の墓はどこにあったのか、終焉の地となったリテルヌムに埋葬されたかどうかも分かっていない。しかし150年程後の帝政ローマ初期には彼の墓は知られていたらしく、アウグストゥスが参拝したということだけ記録に残っている。

## スキピオの戦術
スキピオの戦術は、ハンニバルがカンナエの戦いでとった戦法を踏襲したものであり、敵の歩兵による攻勢を味方の歩兵で防御しつつ、優勢な味方の騎兵が敵の後方に回ってこれを包囲殲滅する、というものであった。この戦法は現代に至るまで有効とされており、現代の各国の陸軍士官学校でもカンナエの戦いとザマの戦いは必ず教材として使われていると言われている。

## 評価

### 後世での評価
- 現在に至るまで第一級の用兵家として評価されている。生涯を通じて無敗であったという。
- 真の意味でローマの領域をイタリア半島外部にまで広げた最初の人物でもあった。スキピオ以前にもローマはシチリア島、イベリア半島南部などを統治していたが、絶えず反乱が起こっているような状態だった。スキピオの進攻の後、イベリア半島の社会は安定化し、ローマの属州として統治されていった。そしてこのローマの外征傾向はやがてカルタゴの滅亡にもつながっていく。
- 兵士への報酬として土地の分配を行った人物としても知られる。このような報酬は当時の元老院保守派からは理解されなかったが、このやり方はローマの伝統となり、ガイウス・マリウス、ガイウス・ユリウス・カエサルらにも受け継がれていく。このような変革を軍制にもたらし、またしばしば元老院の意向を無視したスキピオであったが、スキピオ本人は共和政ローマの一員としての認識を持っており、伝統を覆すような事はしなかった。
- スキピオのギリシア文化への傾倒は－その当時ではいまだ少数派であったが－その後のローマ元老院階級の傾向となる。上流階級にはギリシア語を解する者が増えていき、ギリシアの古典教養がローマ文化に取り入れられ、ギリシア文化はエリートたちの教養として欠かせないものとなっていく。

### 同時代人からの評価
- 元老院階級からのスキピオへの評価は、まず彼のギリシア文化への傾倒ぶりについてのものが挙げられる。彼のトーガの着こなしは伝統に即しておらず、しばしばマルクス・カトがこの事例を取り上げて、ローマ人が父祖の伝統をないがしろにしてギリシア文化へ傾倒する事に警鐘を鳴らしていた。またファビウス・マクシムスのような伝統主義者には、予測できないスキピオの行動は元老院をないがしろにするように思え、元老院を無視した勝手な行動が取れないよう彼の権限に制限を課し、シチリア島での訓練の視察などではしばしば干渉を行った。
- スキピオは同時代の民衆からは神性を帯びた存在として見られ、神々から好かれていると思われていた。本人もそのように意識していた節があり、彼はしばしばユピテル神殿に赴いて喜捨を施していた。人々はスキピオが神々と交信ができ、夢で未来を見る能力があると噂していた。

## 家族
スキピオの死後、紀元前172年に成人した娘コルネリアは、スキピオが約束した通りグラックスのもとへ嫁いだ。結婚の約束をした時はまだコルネリアは幼かったため、実際の結婚はグラックスが40代半ば、コルネリアは18歳になってから行われた。そして2人の間には1女（スキピオ・アエミリアヌスの妻センプロニア）と2男が成人した。グラックスが60歳半ばで亡くなった時、ティベリウスは9歳前後、ガイウスはまだ幼く、父の顔すら知らなかったと思われる。スキピオの外孫にあたるこの兄弟はグラックス兄弟として、後のローマの歴史に変革をもたらす重要な役割を演じる事になる。
また、長女で末娘と同名のコルネリアは従甥に当たるプブリウス・コルネリウス・スキピオ・ナシカ・コルクルムに嫁いだ。コルネリアとスキピオ・ナシカとの間にプブリウス・コルネリウス・スキピオ・ナシカ・セラピオが生まれ、母方の従兄弟となるグラックス兄弟とは政敵として対立することになる。子孫であるプブリウス、クィントゥスは執政官を務めた。
- 父：プブリウス・コルネリウス・スキピオ
  - スキピオ・アフリカヌス
    - 長男：プブリウス・コルネリウス・スキピオ・アフリカヌス
    - 二男：ルキウス・コルネリウス・スキピオ
    - 長女：コルネリア・アフリカナ
    - 長女の婿：プブリウス・コルネリウス・スキピオ・ナシカ・コルクルム
      - 孫：プブリウス・コルネリウス・スキピオ・ナシカ・セラピオ

    - 二女：コルネリア・アフリカナ
    - 二女の婿：ティベリウス・センプロニウス・グラックス・マイヨル
      - 孫：ティベリウス・グラックス
      - 孫：ガイウス・グラックス

  - 弟：スキピオ・アシアティクス

- 妻の父：ルキウス・アエミリウス・パウルス
  - 妻：アエミリア
  - 妻の兄弟：ルキウス・アエミリウス・パウッルス・マケドニクス
    - 甥：スキピオ・アエミリアヌス（小スキピオ）

## 創作作品
- マメーリの賛歌 - 歌詞に「イタリアの英雄」として歌われる。
- カガノミハチ『アド・アストラ -スキピオとハンニバル-』- 集英社 ウルトラジャンプ連載
- 平野耕太『ドリフターズ』- 少年画報社 ヤングキングアワーズ連載